# 北馬其頓人口
據2002年人口普查數據，北馬其頓共和國有人口2,022,547人。據2006年估計，該國有人口2,038,514人。2010年，則有人口2,057,284人。據歐盟數據，1998年至2001年，該國人口至少減少23萬人。據一份阿爾巴尼亞人新聞資料，2012年10月，該國的真正人口數是1744237人，這是根據當時該國的健康基金加入者算出。由於北馬其頓人和保加利亞人語言文化都十分相近，許多北馬其頓人移民保加利亞。